# 臨界事故
| 1954年2月にロスアラモス国立研究所のゴディバ実験装置で起きた臨界事故の前後の写真。装置の支柱が折れ曲がっている。 |  | 1954年2月にロスアラモス国立研究所のゴディバ実験装置で起きた臨界事故の前後の写真。装置の支柱が折れ曲がっている。 |
| 1954年2月にロスアラモス国立研究所のゴディバ実験装置で起きた臨界事故の前後の写真。装置の支柱が折れ曲がっている。 |  | |

臨界事故（りんかいじこ、criticality accident）とは、意図せずに核分裂性物質を臨界させてしまい（つまり核分裂連鎖反応がおきている状態にしてしまい）、大量の放射線や大量の熱を発生させてしまう事故のこと。

## 概説
濃縮ウランやプルトニウムのような核分裂性物質の扱い方を誤り、意図せずして核分裂連鎖反応が起こってしまった事象を指す。臨界事故によって放出される中性子線は発生場所の付近にいる人間にとって極めて危険であり、またこの中性子線によって発生場所周囲の物体が放射能を帯びてしまう原因となる。
核分裂反応の発生を前提として作られている原子炉の炉心や実験施設の外で臨界事故が発生すると、発生場所から数十メートル以内にいる作業員は重傷または死に至る高い危険にさらされ、また発生場所の付近には放射性物質が放出される危険が生じる。ただし、こういった事故では核分裂性物質の密度が比較的小さいことや核物質が臨界量に達するまでの挿入時間 (insertion time) が長いため、核分裂収率や最大出力が抑えられ、核爆発にまで至ることはない。

### 発生条件
核分裂反応の臨界状態は金属のウランやプルトニウム、あるいはこれらの元素の化合物や溶液で起こりうる。物質の同位体組成や形状、化学組成、溶液か化合物か合金か複合材料か、また周囲を取り囲む物質の種類などあらゆる条件が、その物質が臨界に達する、すなわち連鎖反応を起こすかどうかに影響する。臨界量の計算は複雑になるため、核分裂性物質を取り扱う施設は民間でも軍事施設でも、一般論を言えば、そのために訓練された臨界管理者 (criticality officer) を置いて機器を監視し臨界事故を防ぐ、という規則になっている。だが、必ずしもそうした規則が守られているわけではない。

### 日本での報告
東京電力や経済産業省などのレポートでは、2007年現在までに日本で確認されている臨界事故は、核物質処理施設における事故と研究用原子炉で起きた事故に分けられる。前者は一般に臨界が決して起きないように管理された環境で起きた事故であるのに対して、後者の場合には臨界状態は原子炉内で人為的に常時起こされているものの、何らかの理由でこの臨界状態が制御されない状態に陥ったものである。またこれらとは別に、2007年には、日本の商業用原子力発電所で1978年と1999年に臨界事故が起きていた可能性が高いことが明らかになっている。

## 事例
臨界事故は核兵器の関連施設と原子炉の両方で起きている。以下に主な事故の例を挙げる（国名は事故当時のもの）。

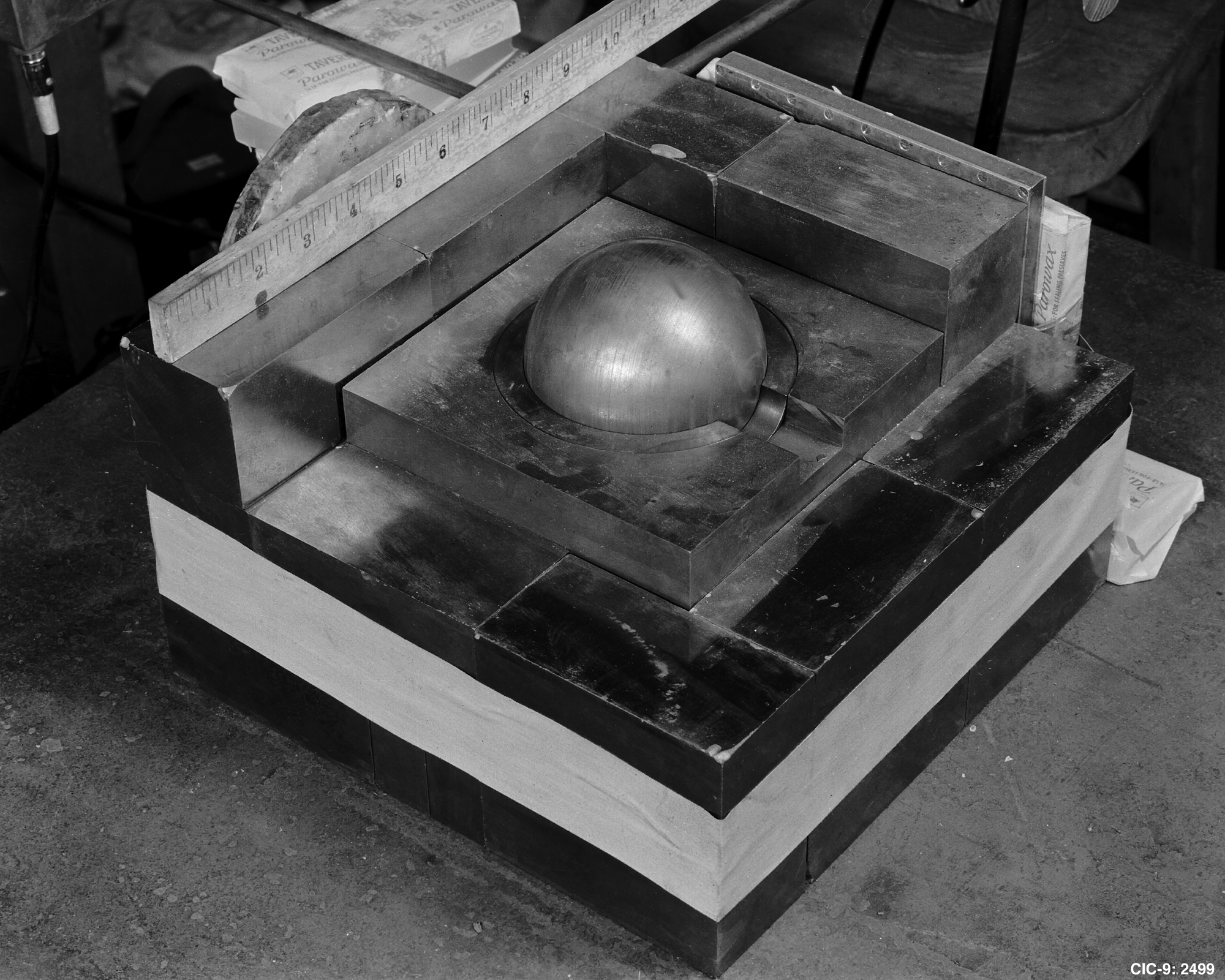
ハリー・K・ダリアン Jr.はこの球状のプルトニウムを扱っている最中に臨界事故を引き起こし、死亡した。

- 1945年8月21日、アメリカのロスアラモス国立研究所の研究者であったハリー・ダリアンがプルトニウムの球体の上に炭化タングステンのブロックを落としたことで臨界状態が発生し、ダリアンは重篤な放射線障害のために9月15日に死亡した。この事故では落下した炭化タングステンが中性子反射体の役割を果たし、プルトニウムの臨界を引き起こした。
- ダリアンの事故から9ヵ月後の1946年5月21日、研究者のルイス・スローティンが同様の事故により誤って被曝した。彼はダリアンの事故の際に用いていたのと全く同じプルトニウム球を使って臨界量の実験を行なっている時に手から誤ってドライバーを滑り落とし、このドライバーで支えていたベリリウム製の半球がプルトニウム・コアの上に被さって臨界状態が発生した。スローティンは臨界が起きたことを知るとすぐにベリリウムの半球を払いのけ、近くにいた7人の同僚の命を救ったが、彼自身は払いのけるまでの約1秒で致死量以上の大量の放射線を浴び、放射線障害によって9日後に死亡した。このプルトニウム球は、"デーモン・コア"とあだ名され、 クロスロード作戦にて使用される予定であったが中止され、最終的には別のコアへと作り替えられた。
- 1958年10月15日、ユーゴスラビアのヴィンチャにあるボリス・キドリッチ核科学研究所の重水炉で臨界事故が起こり、1名が死亡、5名が負傷した。
- 1958年12月30日、ロスアラモス国立研究所にてセシル・ケリー臨界事故発生。プルトニウム精製に従事する化学技師、セシル・ケリーは巨大な混合タンクのスイッチを入れ、有機溶剤とプルトニウムを撹拌した。本来は溶剤1リットルあたり0.1gのプルトニウムを加える手はずだったが、プルトニウムは手続き上の誤ちで、本来の量のおよそ200倍、3.27kg含まれており、約1秒後に臨界に達し、その後200マイクロ秒間継続した。ケリーはこの時、3900から4900ラド（39から49グレイ）被曝したとされる。他の技師らは、青い光を見たことと、「私は燃えている！私は燃えている！」と叫ぶケリーを見つけたことを報告した。彼は35時間後に死亡した[4]。
- 1964年7月24日、アメリカ・ロードアイランド州ウッドリバージャンクションにある施設で臨界事故が発生した。このプラントは核燃料の製造工程で出る廃材料からウランを再抽出するものだった。ある作業員が誤って高濃度のウラン溶液を炭酸ナトリウムの入った攪拌タンクに入れたことで臨界が発生した。この臨界によって作業員は10,000ラド（100グレイ）の放射線を受け、49時間後に死亡した。90分後に2回目の臨界が発生し、汚染除去作業を行なっていた2名の作業員が最大100ラド（1グレイ）の被曝を受けたが彼らには後遺症はなかった（ウッドリバー臨界事故）[5]。
- 1978年11月2日 東京電力福島第一原子力発電所3号機事故。日本で最初の臨界事故となる。戻り弁の操作ミスで制御棒5本が抜け、午前3時から、出勤してきた副長が気付き修正し終わる10時半までの7時間半臨界が続いたとされる。弁操作の誤りで炉内圧力が高まり、制御棒が抜けるという機械的な弱点が引き起こした事故であった。この情報は発電所内でも共有されず、同発電所でもその後繰り返され、他の原発でも（合計少なくとも6件）繰り返される。1999年志賀原発事故も防げたかも知れず、本質的な弱点なので、世界中の原子炉で起こっている可能性がある。特に重要なのが、1991年5月31日の中部電力浜岡3号機の制御棒が同様に3本抜けた事故である。中部電力は1992年にマニュアルを改訂した。「国への報告はしなかったが、他電力へ報告した。」と主張した。事故発生から29年後の2007年3月22日に発覚、公表された。東京電力は「当時は報告義務がなかった」と主張している[要出典]。
- 1983年9月23日、アルゼンチンのコンスティテュエンテス原子力研究センターにある研究用原子炉 RA-2 の技術者が、原子炉の減速材として使われていた水を除去しないまま燃料棒の配置を変更する作業を行なって臨界事故が発生した。この事故でこの技術者は3,700ラド（37グレイ）の放射線に被曝して2日後に死亡した。制御室にいた2名の他の作業員も被曝した[要出典]。
- ソ連のチェルノブイリ原子力発電所で、事故から4年が経った1990年6月24日から7月1日にかけて、事故を起こした原子炉の 304/3 号室内で臨界状態に近い中性子の増倍事象が起きた兆候が見られた[6]。中性子線量の増加は通常の約60倍で、臨界が起きた場合に予想される値よりはずっと低いものだった。中性子を吸収するためにガドリニウム溶液が注入され、中性子のレベルは元の値に戻った。
- 1999年6月18日、北陸電力志賀原子力発電所において制御棒1本の緊急挿入試験中、操作手順を誤った事から3本の制御棒が炉から引き抜かれた状態となり、炉は15分間臨界となった。しかし北陸電力はこれを直ちに国に報告せず、検査記録を改竄するなどして隠蔽を計り、2007年3月15日になってこの事故の存在が明るみに出た。
- 1999年9月30日、日本の茨城県東海村にある JCO の核燃料加工施設で、作業員3人が硝酸ウラニル溶液を、別用途のために設計されていた沈殿槽にバケツで入れたところ、臨界量に達して臨界事故が発生した。この事故で2名の作業員が放射線障害によって死亡した（詳しくは東海村JCO臨界事故を参照のこと）。

1945年以来、少なくとも21人が臨界事故で死亡している。内訳はアメリカで7人、ソ連で10人、日本で2人、アルゼンチンで1人、ユーゴスラビアで1人である。これらのうち9人は核物質処理施設での事故で、残りは研究用原子炉での事故である。

## 現場で体感されること

### 青い光

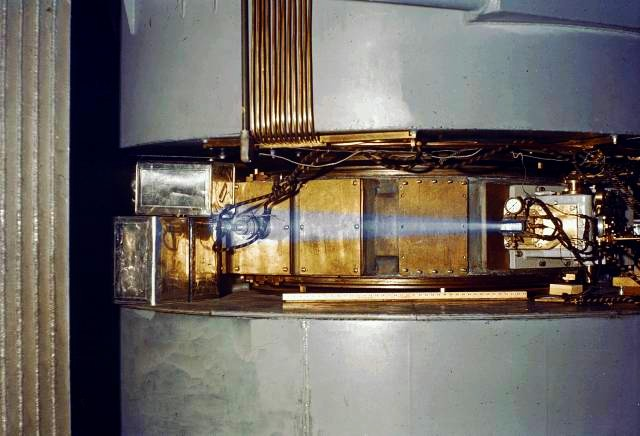
60インチサイクロトロンによって加速されたイオン（おそらく陽子か重陽子）のビームが周囲の空気を電離して青く発光する様子（1939年頃撮影）。臨界事故の目撃者によって報告されている青い光はこれと全く同じ過程で生じたものと考えられる。この光はチェレンコフ放射とは別の現象である。

ほとんどの臨界事故ではいわゆる「青い閃光」が観察されている。これは臨界状態に達した核物質の周囲の空気が強いX線またはガンマ線（または水中などの特殊な物質の中ではベータ粒子など）のパルスによって電離されるために生じるものである。この「青い光」についてはしばしばチェレンコフ放射であると誤って認識されることがあるが、実際には、空気（ほとんどは酸素と窒素）に含まれる電離した原子（または励起された分子）が基底状態に戻る際に放出する青いスペクトルの光によるものである。これは空気中の電気の火花や稲妻が青く見える理由と同じである。チェレンコフ光の色と電離した空気が放射する光の色が全く異なる物理過程によるにもかかわらず非常に似ているだけであり、それ以上のものではない。
チェレンコフ放射は荷電粒子が誘電体の内部をその物質内での光速よりも速く進む時に放射される光である。臨界事故（すなわち核分裂反応）の過程で生成される荷電粒子はアルファ粒子、ベータ粒子、陽電子と高エネルギーのイオンに限られる。前三者は全て核分裂反応で生成された不安定な「娘核種」の放射性崩壊によって生じるものであり、後者の高エネルギーイオンは娘核種そのものである。
これらの粒子のうち、空気中を数cm以上にわたって進むことができるのはベータ粒子だけである。空気は非常に密度が小さい物質であるため、その屈折率（およそ n=1.0002926）は真空の屈折率 (n=1) に比べてごくわずかしか大きくない。従って空気中の光速度は真空中の光速度 c に比べて約0.03%小さいだけに過ぎない。ゆえに、核分裂生成物の崩壊によって放出されるベータ粒子がチェレンコフ放射を生じるためには、ベータ粒子は真空中の光速度の 99.97% 以上の速度を持たなければならない。
放射性崩壊によって放出される、ベータ粒子のエネルギーは約 20MeV を超えることはなく（14B の崩壊で生じるベータ粒子が 20.6MeV で最もエネルギーが高く、次いで 32Na の 17.9MeV が続く）、またベータ粒子が c の 99.97% まで達するのに必要なエネルギーは 20.3 MeV なので、核分裂の臨界によって、空気中でチェレンコフ放射が起きる可能性は実質的にはない。
青い閃光の大部分を、チェレンコフ光が占めるような唯一のケースは、臨界が水中または完全に溶液（再処理プラントの硝酸ウラニルなど）の中で起きた場合で、このような光を見ることができるのは、溶液の容器が開いていたか透明だった場合のみである。

### 熱効果
臨界事故の際に臨界に達していた物質の近くにいた目撃者の報告の中には、臨界状態に達した時に「熱波」を感じたという報告がある。しかしこれについては、臨界状態が起きたことを知った恐怖による心因的な反応なのか、それとも実際に臨界状態の物質からのエネルギー放射によって物理的な加熱の（または皮膚の熱感覚を伝える神経が非熱的な刺激を受けた）効果があったのか、明らかになっていない。例として、1946年のルイス・スローティンの事故（約 3 x 1015 回の核分裂を伴う収率上昇事故）では皮膚の温度を数分の一度上げる程度のエネルギーしか放出されていないが、プルトニウム球の中で瞬間的に放出されたエネルギーは約80kJで、6.2kg のプルトニウム球の温度を約100℃まで上昇させられるほどのものだった（プルトニウムの比熱は 0.13 J g-1 K-1 である）。よって、プルトニウムの温度はごく近い距離にいた場合には熱放射によって熱を感じるほどの温度に達したと考えられる。しかしこの説明は臨界事故の被害者たちが述べている熱的効果に対する説明としては不十分に思われる。なぜなら、この時プルトニウムから数フィートも離れていた人々も熱を感じたことを報告しているからである。あるいはこの「熱感覚」は単に、強力な放射線に晒されたことで皮膚細胞の物質が電離されてフリーラジカルが生成されたことによる細胞レベルでの皮膚の非熱的な損傷による可能性もある。